# Westgate (Köln)

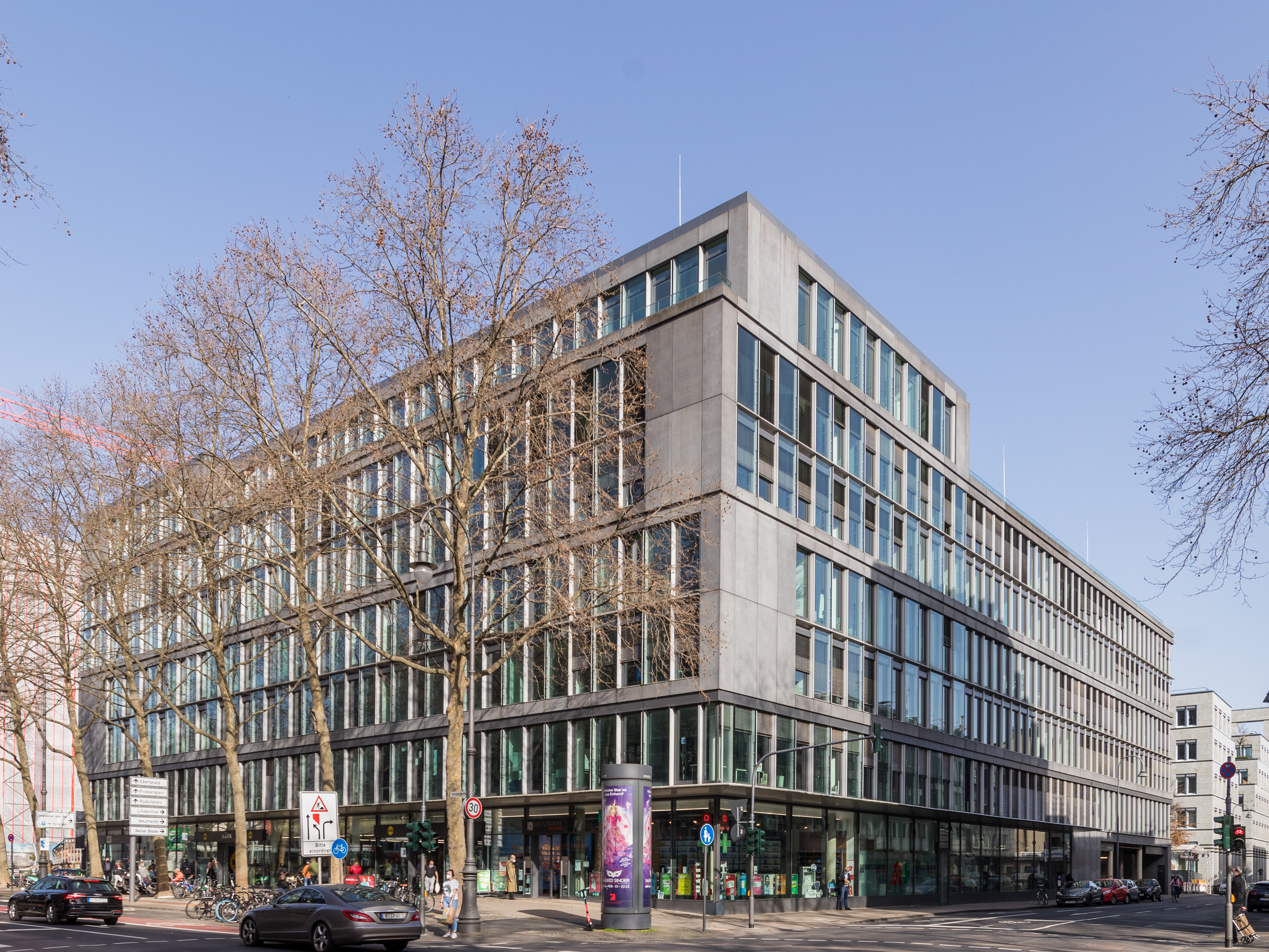
Westgate, 2021

Westgate ist ein Büro- und Geschäftshaus am Habsburgerring 2 in der Kölner Altstadt-Süd. Im Juni 2010 wurde Richtfest gefeiert, Mitte 2011 wurde das Gebäude, mit Mietflächen für Gastronomie, Handel und Unternehmen, bezugsfertig. Das Areal, auf dem Westgate entstanden ist, ist im Rahmen des städtebaulichen Masterplans für die Kölner-Innenstadt als Bereich mit hohem Entwicklungspotenzial gekennzeichnet. Bauherr ist die ERGO Versicherungsgruppe, in deren Auftrag die Münchener MEAG den Bau realisiert.

## Gebäude
Das siebengeschossige Bauwerk bietet mit rund 31.600 m² Brutto-Grundfläche (BGF) Platz für Büro-, Einzelhandels- und Gastronomienutzung. Unter dem Gebäude gibt es eine Tiefgarage mit 162 Plätzen. Innen liegend hat Westgate im ersten Obergeschoss ein für Besucher offenes Atrium, das über eine Freitreppe erschlossen ist. In 26 Metern Höhe spannt sich ein transparentes Kuppeldach über den lichten Innenhof. Die Büroetagen werden durch innenliegende Panoramaaufzüge und eine Fahrtreppe erreicht.

### Nachhaltige Bauweise
Die Fassade hat einen hohen Fensteranteil, der zur erheblichen Tageslichtausnutzung beiträgt. Diese wiederum ist ein Baustein des Energiekonzeptes des Gebäudes, bei dem regenerative Energie genutzt wird: Aus sechs gebäudeeigenen Brunnen wird aus 25 Metern Tiefe Grundwasser gefördert. Über Wärmetauscher und Wärmepumpen wird die Grundwasser-Temperatur zum Heizen bzw. Kühlen des Gebäudes genutzt. Anschließend läuft das so genutzte Grundwasser zurück in das Grundwasserreservoir, dem sogenannten Aquiferspeicher, so dass ein naturnaher Kreislauf entsteht. Der Primärenergiebedarf von Westgate liegt um mehr als 30 Prozent unter dem Wert gemischt genutzter Gebäude. Die CO2-Emissionen sind um mehr als 50 Prozent niedriger. Alle Bürogeschosse des Objekts decken ihren Bedarf ausschließlich mit erneuerbaren Energien, die Handels- und Gastronomieflächen nutzen zusätzlich Fernwärme. Für die nachhaltige Bauweise und die Energieeffizienz wurde Westgate mit dem so genannten „GreenBuilding-Zertifikat“ der Europäischen Union ausgezeichnet. Westgate ist damit nach den Cologne Oval Offices das zweite MEAG-Gebäude in Köln, das diese Auszeichnung vorweisen kann.

### Architekten & Projektsteuerung
Mit der Planung des Gebäudes wurde das Düsseldorfer Architektenbüro Hentrich-Petschnigg & Partner HPP beauftragt. Die Projektsteuerung wurde ab 2012 inklusive des Anti-Claim-Managements von der OH-Bauconsult GmbH durchgeführt.

### Baufortschritt
Im Juni 2010 feierte Westgate Richtfest, bei dem der Kölner Oberbürgermeister Jürgen Roters vor rund 200 Gästen Westgate als Impulsgeber für den Standort Köln lobte. Mit Westgate, so Roters, gewinne der Kölner Rudolfplatz an Profil. Daniel von Borries, Vorstand der ERGO Versicherungsgruppe und in dieser Funktion Bauherr und Investor, gehörte beim Richtfest ebenso zu den Rednern wie Gerhard G. Feldmeyer, Geschäftsführender Gesellschafter der HPP GmbH & Co. KG (Architekten des Westgate) und MEAG-Geschäftsführer Günter Manuel Giehr. Zum 1. August 2011 zogen die ersten Mieter in das Büro- und Geschäftshaus Westgate ein.

## Geschichte

### Mittelalterliche Grabenfangmauer
Bei den Bauarbeiten wurden Teile der mittelalterlichen Stadtbefestigung freigelegt. Diese archäologisch dokumentierte Grabenfangmauer diente dazu, den Druck der Böschungen an den historischen Befestigungsanlagen aufzufangen. Im fertigen Gebäude soll die rund 1,30 Meter breite Mauer sichtbar bleiben.

### Ursprung des Namens „Westgate“
Der Name Westgate soll an die Geschichte des Ortes erinnern: Über die Westachse Aachener Straße-Neumarkt-Dom zogen im Mittelalter die Könige nach ihrer Krönung im Aachener Dom zum Reliquienschrein der Heiligen Drei Könige in den Kölner Dom. Eintrittspforte war dabei die Hahnentorburg – direkt angrenzend entsteht das Westgate.
Koordinaten: 50° 56′ 6,3″ N, 6° 56′ 23,6″ O